# 朴和穆
朴 和穆（パク・ファモク、朝鮮語: 박화목、1924年2月15日 - 2005年7月9日）は、大韓民国の詩人、児童文学作家。ペンネームは朴 銀鐘。
黄海道海州に生まれた。平壌神学校予科を経てハルビン英語学院、奉天神学校卒。1941年、子供生活に童詩『ピラミッド』と『冬の夜』が推薦され文学活動を始めた。キリスト教放送局編集局長、児童文学会副会長、クリスチャン文学会副会長などを歴任した。そのほか、詩集に『詩人と山羊』『主のそばで』などがあり、童話集に『花びらになった蝶』『ミミズクとおじいさん』などがあるほか、歌曲『麦畑』、童謡『果樹園の道』の作詞者でもある。持病により82歳で死去した。